# 小行星3351
小行星3351（英語：3351 Smith）是一颗围绕太阳公转的小行星。1980年9月7日，愛德華·鮑威爾在可可尼诺县发现了此天体。为纪念挑战者号航天飞机灾难，该小行星以挑战者号航天飞机STS-51-L任务的飞行员迈克尔·约翰·史密斯命名，而小行星3350、小行星3352、小行星3353、小行星3354、小行星3355、小行星3356也是为了同样的目的以该事故的其他死难者命名。
这颗小行星的绝对星等为182.21357等。